# Megachile whiteana
Megachile whiteana är en biart som beskrevs av Cameron 1905. Megachile whiteana ingår i släktet tapetserarbin, och familjen buksamlarbin. Inga underarter finns listade i Catalogue of Life.